# Govern de França
El Govern de França és un dels principals òrgans del poder executiu francès. És qui determina i dirigeix la política de la Nació, d'acord amb l'article 20 de la Constitució de la Cinquena República Francesa.

## Composició
Tots els membres del Govern són nomenats pel President de la República a proposta del Primer Ministre. Els membres del Govern són col·locats mitjançant un protocol precís, que ve establert en el decret presidencial que estableix l'organigrama del Consell de Ministres.
- El Primer Ministre de França: és el cap de govern.
- El Ministre d'Estat: seria segon en l'escalafó després del Primer Ministre, encara que el seu títol seria únicament cerimonial. Abans s'utilitzava per nomenar determinada persona com a ministre sense cartera.
- Els Ministres: dirigents de cada departament ministerial.
- Els Ministres delegats: sota l'autoritat d'un determinat Ministre i, més rarament, del Primer Ministre, dels qui reben la delegació de determinades competències especials.
- Els Secretaris d'Estat: són l'últim graó de la jerarquia ministerial, col·locant-se sota l'ègida d'un Ministre o, de vegades del Primer Ministre.

Els Ministres delegats participen sempre en el Consell de Ministres, independentment de l'ordre del dia. Els Secretaris d'Estat només poden participar si es tracta un assumpte que els concerneix.

### Primer ministre
El Primer Ministre és el cap del Govern i és nomenat directament pel President de la República. Ell representa el President davant del Parlament i davant de l'opinió pública.

### Els ministres
Els ministres són nomenats pel President a proposta del Primer Ministre, col·locant-se aquests sota la direcció d'aquest últim. El nom i nombre dels ministeris pot variar d'acord amb els que es creuen en cada ocasió.
S'ha de distingir els ministres amb cartera, que s'ocupen d'un determinat camp de la vida nacional, i els ministres sense cartera, també nomenats ministres d'Estat. Actualment no existeix cap ministre sense cartera.

## Atribucions
El poder del Govern ve definit com l'encarregat de la direcció de la política de la Nació, d'acord amb l'Article 20 de la Constitució de la Cinquena República Francesa. La definició de les polítiques i els objectius governamentals es tradueix en la pràctica en la redacció dels projectes de llei i en els decrets del Govern. Cada decisió política ha d'estar inscrita en un determinat context jurídic. Tots els projectes de llei i alguns tipus de decrets han de ser adoptats al Consell de Ministres en gabinet. De fet, és al Consell de Ministres on el govern defineix una orientació col·lectiva de la seva política i pren les mesures essencials per a la seva execució. L'acció del govern apareix aquí en una de les seves dimensions fonamentals: la «colegialitat».
L'acció del Govern es recolza igualment en dos elements fonamentals, les Forces Armades i l'Administració pública per dirigir l'acció de la seva política.
El Govern disposa d'aquestes prerrogatives essencials, però també de competències complementàries com són la vigilància del bon funcionament de tots els serveis públics, la iniciativa en el procediment parlamentari, així com pot rebre informes del Consell econòmic i social en aquells projectes que pertoquin reformes econòmiques.

## Funcionament
La celebració regular de les reunions del Consell de Ministres, cada dimecres al matí en el Palau de l'Elisi sota la presidència del President de la República, afavoreix la solidaritat en el treball governamental. Però l'essència del treball del Govern es fa a altres bandes, és a dir, en primer lloc es realitza a la seu de cada departament ministerial i, d'altra banda, en reunions i grups de treball interministerials. A més a més, la intervenció del Primer Ministre o del seu personal en aquestes reunions de treball garanteix l'eficàcia i la coherència de les accions i decisions preses.

## Pressupost
El govern és responsable de la política econòmica i financera de l'Estat, autoritza totes les despeses i ingressos de cada ministre en el que s'anomena «Llei de Finances».
Cada ministre haurà de preparar una llista de les seves necessitats anuals i ho presentarà al Ministeri de Pressupost, Comptes Públiques i Funció Pública, que concedeix o denega el seu finançament. També calcula aquest ministeri el pressupost general de l'Estat per a l'any vinent i estableix el pressupost col·lectiu, que conté totes les despeses i els ingressos anuals de l'Estat.
La Llei de Finances, per poder-se aplicar, ha de ser aprovada pel Parlament, que pot agregar esmenes.

## Incompatibilitats
El càrrec de membre del Govern és incompatible amb l'exercici del mandat parlamentari, amb qualsevol posició de representació professional a nivell nacional, amb tota ocupació pública o activitat professional. Amb això es pretén evitar la pressió o el pes d'alguns factors externs en els ministres i els permet dedicar-se plenament a la feina del govern.
Tanmateix, poden mantenir càrrecs locals (alcaldes, consellers regionals o generals, etc.). Lionel Jospin, quan era primer ministre, va imposar una estricta no-acumulació de la funció del govern amb la d'oficials electes locals. Aquesta decisió va establir jurisprudència per als governs següents abans de ser eliminada, a causa de la pressió dels interessats que volien mantenir els seus mandats locals garants del «sosteniment sostenible» de la seva presència local.

## Relacions amb el Parlament
El Govern és responsable davant el Parlament. En particular, el govern pot assumir la responsabilitat davant l'Assemblea Nacional de França i aquesta pot destituir el govern amb una moció de censura.
Durant una intervenció armada, el govern ha d'informar el Parlament, i sotmetre a l'autorització de la cambra la presència de tropes franceses si un conflicte dura més de quatre mesos.
El Primer Ministre pot agregar dies de sessions addicionals, o convocar a sessió extraordinària del Parlament.

## Secretari General del Govern
El Secretari General del Govern és una institució que assegura la continuïtat de l'Estat quan es produeixen períodes de transició governamental durant la Cinquena República.
Sota l'autoritat del Secretari General i com rellevo del Primer Ministre, aquesta institució distingeix dues entitats característiques de la tradició administrativa francesa: el gabinet ministerial i l'administració central.